# 克隆 (数学)
在泛代數中，克隆（Clone）是由某集合A上的有限元運算組成的集合C，其滿足：
- C包含了全部投影πkn: An → A, πkn(x1, …,xn) = xk
- C在复合函数下閉合：若f, g1, …, gm都是C的成員，f為m元，且每一gj均為n元函數，那麼n元運算h(x1, …,xn) := f(g1(x1, …,xn), …, gm(x1, …,xn))也是C的成員。